# Неїжпапа Олексій Леонідович
Олексій Леонідович Неїжпапа (нар. 9 жовтня 1975, Севастополь, СРСР) — віцеадмірал, командувач Військово-Морських Сил Збройних Сил України. У жовтні 2022 року увійшов до списку 25 найвпливовіших українських військових від НВ.

## Біографія
Народився 9 жовтня 1975 в місті Севастополь.
У 1997 році закінчив Севастопольський військово-морський інститут.
З 1997 по 2000 рік — командир зенітної ракетної батареї ракетно-артилерійської бойової частини фрегату «Севастополь».
У період 2000—2006 років проходив службу на посадах від старшого помічника командира корвету «Луцьк» до командира морського тральщика «Черкаси».
Був начальником похідного штабу на кораблі управління «Славутич», який успішно завершив виконання завдань у рамках активації Чорноморської групи військово-морського співробітництва (BLACKSEAFOR).
З 2006 по 2007 р. заступник командира Південної військово-морської бази.
У 2007—2008 рр. начальник штабу — перший заступник командира 1-ї бригади надводних кораблів Центру морських операцій Військово-Морських Сил Збройних Сил України, а з 2008 по 2012 рік очолював це з'єднання.
У 2008 році здобув оперативно-тактичний рівень освіти.
З липня 2012 по 2015 рр. — проходив службу на посаді першого заступника начальника штабу Командування Військово-Морських Сил Збройних Сил України.
З 2013-го по 2014 рік — тимчасово виконував обов'язки начальника Академії військово-морських сил імені П. С. Нахімова.
У 2015 р. — здобув оперативно-стратегічний рівень освіти (Національний університет оборони України).
З січня 2015 року заступник командувача Військово-Морських Сил Збройних Сил України з бойової підготовки — начальник управління бойової підготовки Командування Військово-Морських Сил ЗС України.
Учасник антитерористичної операції на території Донецької та Луганської областей.
11 червня 2020 року указом Президента України Володимира Зеленського призначений на посаду командувача Військово-Морських Сил Збройних Сил України.

## Військові звання
- контрадмірал (23 серпня 2017)[7]
- віцеадмірал (16 квітня 2022)[8]

## Нагороди та відзнаки
- Орден Богдана Хмельницького II ст. (4 липня 2025) — за особисту мужність, виявлену у захисті державного суверенітету та територіальної цілісності України, самовіддане виконання військового обов'язку[9].
- Орден Богдана Хмельницького III ст. (17 червня 2022) — за особисту мужність і самовіддані дії, виявлені у захисті державного суверенітету та територіальної цілісності України, вірність військовій присязі[10].
- Медаль «За військову службу Україні» (24 серпня 2012) — за вагомий особистий внесок у захист державного суверенітету, забезпечення конституційних прав і свобод громадян, зміцнення економічної безпеки держави, зразкове виконання службового обов'язку та з нагоди 21-ї річниці незалежності України[11]